# Oanh tạc Trùng Khánh
Vụ oanh tạc Trùng Khánh (giản thể: 重庆大轰炸; phồn thể: 重慶大轟炸, tiếng Nhật: 重慶爆撃, từ 18 tháng 2 năm 1938 đến 23 tháng 8 năm 1943) là một phần của một chiến dịch ném bom chiến lược được thực hiện bởi không lực Lục quân Đế quốc Nhật Bản và không lực Hải quân Đế quốc Nhật Bản tại thành phố Trùng Khánh, Trung Quốc.